# Sokol (Wielka Fatra)
Sokol (783 m n.p.m.) – szczyt w Wielkiej Fatrze na Słowacji. Znajduje się w zachodnim, opadającym do Krpeľańskiego zalewu grzbiecie masywu Kopy (1187 m).
Sokol zbudowany jest głównie z wapieni i dolomitów. Jego zachodnie i północne stoki opadające bezpośrednio do Krpeľańskiego zalewu i do rzeki Wag są bardzo strome. Są w nich duże skalne odsłonięcia i Jaskyňa w Kraľovanskej Kope.  Opadające do dolinki niewielkiego potoku stoki południowe są mniej strome. Wszystkie są porośnięte lasem, pocięte szeregiem dolinek i niewielkich żlebów.

## Turystyka
Przez szczyt Sokola nie prowadzi żaden szlak turystyczny. Znakowany szlak poprowadzono stokami południowymi:
 Krpeľany, vod. nádrž. – Kopa. Odległość 5,6 km, suma podejść 770 m, suma zejść 30 m, czas przejścia 2:20 h, z powrotem 1:40 h